# Grand Theft Auto: The Trilogy - The Definitive Edition
Grand Theft Auto: The Trilogy - The Definitive Edition is een compilatiespel, bestaande uit remasters van drie games uit de Grand Theft Auto-serie. Dit zijn Grand Theft Auto III (2001), Grand Theft Auto: Vice City (2002) en Grand Theft Auto: San Andreas (2004). Het compilatiespel verscheen op 11 november 2021 en is ontwikkeld door Grove Street Games voor Windows, Nintendo Switch, PlayStation 4, Xbox One, PlayStation 5, Xbox Series X/S en sinds 14 december 2023 voor iOS en Android.

## Ontvangst
De compilatie werd met veel kritiek ontvangen, en Rockstar Games werd verweten om 'makkelijk geld te verdienen' door slechte remasters uit te brengen. De bekendste fouten uit de originele spellen bleken nog steeds in de spellen te zitten. Daarnaast werden enkele songs uit de originele soundtrack van de spellen gehaald, vanwege het verlopen van de licenties. Op veel bekende computerspellenwebsites, zoals IGN, GameSpot en Metacritic kreeg de release een onvoldoende.
In aanloop naar de publicatie diende Take-Two Interactive, het moederbedrijf van Rockstar Games, vele DMCA-klachten in tegen fanprojecten wegens schending van auteursrechten, in het bijzonder de modding-gemeenschap. Dit viel niet in goede aarde bij fans van de spelserie.
Rockstar bracht begin december 2021 een update uit waarmee sommige problemen opgelost werden.
Rockstar heeft op 12 november 2024 een grote update uitgebracht waarmee de meeste bugs die in het spel aanwezig waren grotendeels opgelost werden. De grootste verandering is de optie "Classic Lighting" oftewel "klassieke belichting", waarmee de oude sfeer vanaf the PlayStation 2 terugkwam.
| \| Recensiescore \| Recensiescore \| \| Recensieverzamelaar \| Score \| \| ------------------- \| ------------------------------------------------------------- \| \| Metacritic \| (PS5) 54/100[6] (XSX) 56/100[7] (pc) 49/100[8] (NS) 46/100[9] \| \| Publicist \| Score \| \| Gamer.nl \| (XSX) 4/10[10] \| \| Power Unlimited \| (PS5) 35/100[11] \| |                                                   |
| Recensiescore |                                                   |
| Recensieverzamelaar | Score                                             |
| Metacritic | (PS5) 54/100 (XSX) 56/100 (pc) 49/100 (NS) 46/100 |
| Publicist | Score                                             |
| Gamer.nl | (XSX) 4/10                                        |
| Power Unlimited | (PS5) 35/100                                      |